# Голи живот (књига)
Голи живот  (енгл. Dear life) је збирка прича канадске књижевнице Алис Манро (енгл. Alice Munro) која је добила Нобелову награду за књижевност 2013. године. Публикација садржи 14 прича и објављена је2012. године, а српско издање 2013. године.

## О делу
Збирка садржи 14 прича од којих су четири аутобиографске у којима се помињу догађаји који су Алис Манро усмерили ка професији писца. Њени јунаци су непредвидиви (млади, средовечни, стари). Ту се појављују слабости љубави, замршености живота.

### Стил писања
Алис Манро пише кратку прозу и тај жанр ју је и прославио. Она из свакодневице успева да спаја обичне животе са необичним визијама. Данас је препознатљива и светски позната по том таленту. Чланови Шведске академије назвали су Алис Манро мајстором савремене приповетке. Збирка обилује стилским иновацијама код главних женски ликова, надреалних приказа, међуљудских односа.
Алис Манро уме да убеди читаоца да су јунаци њених прича живели и пре него што су се појавили у њеним делима. Приче могу да се увек изнова читају и сваки пут открију нешто ново.